# Adolphe de Nassau-Schaumbourg
Adolphe, prince de Nassau-Schaumbourg (également connu comme Adolphe de Nassau-Dillenbourg; 23 janvier 1629 – 19 décembre 1676) est le fondateur de la lignée de Nassau-Schaumburg.

## Biographie
Il était le fils de Louis-Henri de Nassau-Dillenbourg (1594-1662), comte de Nassau-Dillenbourg, et à partir de 1654 prince de Nassau-Dillenbourg, et de sa première épouse Catherine de Sayn-Wittgenstein (1588-1651). En tant que plus jeune fils, il a reçu le district de Driedorf en héritage.
En 1653, il a épousé Élisabeth-Charlotte d'Holzappel (1640-1707), la fille de Peter Melander, comte de Holzappel. Par l'intermédiaire de son épouse, il hérite du comté de Holzappel et de la seigneurie de Schaumbourg. Il s'est titré lui-même le comte de Nassau-Schaumbourg et devint le fondateur de la lignée de Nassau-Schaumbourg. Cependant, tous ses fils étant morts avant lui, Holzappel et Schaumbourg reviennent à son gendre Lebrecht d'Anhalt-Zeitz-Hoym, le fondateur de la lignée d'Alhalt-Bernburg-Schaumburg-Hoym.

## Famille
Adolphe et Élisabeth Charlotte a eu les enfants suivants:
- Catherine (née en 1659)
- Agnès (née en 1660)
- Guillaume Louis Louis (née en 1661)
- Ernestine Charlotte (1662-1732), mariée en 1678, avec Guillaume-Maurice de Nassau-Siegen (1649-1691) puis avec Frédéric Philippe de Geuder-Rabensteiner (mort le 13 mai 1727)
- Jeanne Élisabeth (1663 – 9 février 1700), mariée en 1692, au comte Frédéric Adolphe de Lippe
- Louise Henriette (1665-1665)
- Charles Henry (né en 1670)
- Charlotte (1673-1700), mariée en 1692, au prince Lebrecht d'Anhalt-Zeitz-Hoym